# Saint-Martin-Gimois
 Saint-Martin-Gimois  (en occitano Sent Martin Gimoés) es una población y comuna francesa, ubicada en la región de Mediodía-Pirineos, departamento de Gers, en el distrito de Auch y cantón de Saramon.

## Demografía
| 113 | 95 | 89 | 86 | 87 | 74 |
| Para los censos de 1962 a 1999 la población legal corresponde a la población sin duplicidades (Fuente: INSEE [Consultar]) |    |    |    |    |    |